# هریسویل (یوتا)
هریسویل (به انگلیسی: Harrisville) شهری در ایالت یوتا کشور ایالات متحده آمریکا است که جمعیت آن در سرشماری سال ۲۰۱۰ میلادی، ۵٬۵۶۷ نفر بوده‌است.